# Akira Takarada
Akira Takarada (宝田 明) (Chongjin, 29 aprile 1934 – Tokyo, 14 marzo 2022) è stato un attore giapponese principalmente conosciuto per la serie di film Godzilla.

## Carriera
Takarada nacque nella Corea sotto il dominio giapponese, e visse per un certo periodo ad Harbin, Cina. Suo padre lavorava come ingegnere per la South Manchuria Railway. Dopo la guerra, rimase ad Harbin, ed imparò a parlare il cinese e l'inglese.
Takarada si trasferì in Giappone con la sua famiglia nel 1948, e si unì alla Toho grazie al progetto dell'azienda "Nuovi volti" nell'aprile 1953. Il suo debutto cinematografico avvenne con un piccolo ruolo nel film And Then the Liberty Bell Rang, film biografico sull'educatore Fukuzawa Yukichi. Tuttavia la popolarità avvenne grazie al ruolo di Hideto Ogata nel film del 1954 Godzilla. Takarada divenne quindi uno degli attori più popolari della Toho, continuando a recitare nei film della serie Godzilla Watang! Nel favoloso impero dei mostri (1964), L'invasione degli astromostri (1965) e Il ritorno di Godzilla (1966). Ritornò a recitare nella serie nel 1992 grazie a Godzilla contro Mothra ed apparì nuovamente in Gojira - Final Wars (2004). Takarada lavorò inoltre anche ad altri film fantascientifici come Jūjin yuki Otoko (1955), L'ultima guerra (1961), King Kong - Il gigante della foresta (1967), e Latitudine zero (1969).
La Toho produsse un musical ispirato a Via col vento, con la colonna sonora ad opera di Harold Rome nel 1970, intitolato Scarlett. Takarada era stato inizialmente pensato nel ruolo di Rhett Butler, ma a causa di un infortunio, non riuscì a prendere parte al progetto.
Akira Takarada è apparso anche in un cameo nel film Godzilla diretto da Gareth Edwards, primo capitolo del MonsterVerse.
È morto il 14 marzo 2022 all'età di 87 anni.

## Filmografia parziale
- Godzilla (ゴジラ / Gojira), regia di Ishirō Honda (1954)
- Jūjin yuki Otoko (獣人雪男 / ), regia di Ishirō Honda (1955)
- L'ultima guerra (世界大戦争 / Sekai daisensō, 1961)
- Watang! Nel favoloso impero dei mostri (モスラ対ゴジラ / Mosura tai Gojira), regia di Ishirō Honda (1964)
- L'invasione degli astromostri (怪獣大戦争 / Kaiju Daisenso), regia di Ishirō Honda (1965)
- Il ritorno di Godzilla (ゴジラ・エビラ・モスラ 南海の大決闘 / Gojira, Ebira, Mosura: Nankai no Daikettō), regia di Jun Fukuda (1966)
- King Kong - Il gigante della foresta (キングコングの逆襲 / Kingu Kongu no Gyakushū), regia di Ishirō Honda (1967)
- Latitudine zero (Latitude Zero), regia di Ishirō Honda (1969)
- Godzilla contro Mothra (ゴジラVSモスラ / Gojira tai Mosura), regia di Takao Okawara (1992)
- Gojira - Final Wars (Gojira: Fainaru Wōzu), regia di Ryūhei Kitamura (2004)
- Glory to the Filmmaker! (Kantoku - Banzai!), regia di Takeshi Kitano (2007)
- Godzilla, regia di Gareth Edwards (2014)
- Dance with Me, regia di Shinobu Yaguchi (2019)

### Doppiaggio
- Basil l'investigatopo, regia di Burny Mattison, David Michener, Ron Clements e John Musker (1986), Prof. Rattigan
- Aladdin, regia di Ron Clements e John Musker (1992), Jafar
- Il ritorno di Jafar, regia di Toby Shelton, Tad Stones e Alan Zaslove (1994), Jafar
- Kingdom Hearts, videogioco (2002), Jafar
- House of Mouse - Il Topoclub, serie animata (2001-2003), Jafar, Prof. Rattigan
- Kingdom Hearts II, videogioco (2005), Jafar
- Kingdom Hearts Re:coded, videogioco (2010), Jafar
- Kingdom Hearts HD 2.5 ReMIX, videogioco (2014), Jafar

## Doppiatori italiani
Nelle versioni in italiano delle opere in cui ha recitato, Akira Takarada è stato doppiato da:
- Marco Mete in L'invasione degli astromostri (ridoppiaggio), King Kong - Il gigante della foresta (ridoppiaggio)[4]
- Giuseppe Rinaldi in Godzilla
- Giancarlo Prete in L'ultima guerra
- Renato Turi in L'invasione degli astromostri
- Luciano De Ambrosis ne Il ritorno di Godzilla
- Pier Luigi Zollo in Latitudine zero